# Truco
Truco är ett populärt kortspel som spelas i Brasilien, Argentina, Paraguay, Spanien (i Valencia och Balearerna), Italien, Uruguay, södra Chile och Venezuela. Det spelas med en spansk kortlek, med två, fyra eller sex spelare, uppdelade i två lag. 
Reglerna för truco skiljer sig en hel del mellan olika länder och regioner, men alla varianter av spelet är i grunden baserade på principen att deltagarna får tre kort var och att man spelar om stick. En viktig egenhet hos spelet är att det är tillåtet för spelarna att genom olika ansiktsuttryck signalera till sina medspelare vilka kort man har på handen.